# Kiernan Kelly
Kiernan Patrick Kelly (1930. március 16. – 2001. április 6.) ír származású brit sorozatgyilkos, az ún. London Underground Serial Killer ("A londoni metrós sorozatgyilkos"). 1953 és 1983 közötti harminc év alatt 18 embert lökött metrószerelvények alá az észak-dél irányban haladó Norther Line metróvonal különböző állomásain. Kelly-t azonban sosem vonták felelősségre a gyilkosságsorozattal kapcsolatosan, mert a rendőrség egy öngyilkossági-hullámnak tekintette a haláleseteket, és a Brit Belügyminisztérium utasítására a hatóságok ejtették az ügyet.
Kelly 1984-ben rablásért került börtönbe, ahol megölte egyik cellatársát is. Ennek a gyilkosságnak a rendőrségi vizsgálata során vallotta be a metrón elkövetett sorozatgyilkosságot is. Sokan vannak, akik azonban úgy vélik, hogy Kelly nem tizennyolc, hanem ennél is több ember haláláért felelős: az áldozatok számát 24 és 31 közé helyezik.

## Előélete
Kiernan Kelly 1930. március 16-án született Skóciában Martin Kelly és Annie Kelly (született North néven) gyermekeként. Kiernannak volt egy bátyja, Martin (a születési dátum ismeretlen), egy húga, Mary Elizabeth Kelly (született 1932. augusztus 6.) és egy öccse volt, Michael John (született 1934. június 15.). A család Dublin közelében élt. Kiernan apja, Martin Kelly rendőr volt Dublinban, aki 1924-ben házasodott össze Kiernan anyjával, Annie Kellyvel. Bár a férfi rendőrként dolgozott, a kis Kiernan születési anyakönyvi kivonatán az apa munkájának érthetetlen módon biztosítási ügynök felirat szerepelt. Mire utolsó gyermekük 1934-ben megszületett, apja már munkásként dolgozott. Apja egyre romló munkahelyi ügyei ahelyett, hogy felfelé íveltek volna, megállíthatatlanul zuhantak lefelé. Ezen csak súlyosbított, hogy Kellyék egyáltalán nem rendelkeztek megbízható anyagi háttérrel. Mark Whelan, a család gyerekkori barátja sokat játszott a gyerekekkel. Később úgy emlékezett, Kelly nővérének szokatlan játékai voltak, amelyeket akkoriban szeretett játszani: állítólag a lány gyakran szórakoztatta magát a döglött madarat feldarabolásával, és úgy tűnt, a kis Kiernan sem közömbös ez iránt a groteszk tevékenység iránt. A gyerekek idővel egyre kegyetlenebbé váltak, és Kelly húga hamarosan rákapott az állatkínzásra. A lány gyakran kiszedte a madarakat a fészkükből, hogy aztán egy késsel megöljék őket. Nicky Meagher, a család szomszédja és barátja hasonló dolgokról számolt be, miután 2015-ben egy magánnyomozócsoport megtalálta őt.
Kelly-ék családja hívő katolikus hitben nevelték a gyermekeket.  Amikor Kiernan 10 éves lett, 1940-ben a család átköltözött Dublinba, és soha többé nem tértek vissza a gyermekek szülővárosába. Viszonylag nyugodt gyerek volt, mégis más volt mint  többi korabeli: Kelly inkább magának való, visszahúzódó gyerek volt, emiatt kortársai gyakorta gúnyolták. Ennek ellenére szorgalmas, tehetséges diákként jellemezték őt a tanárai, azonban nagyon könnyen ki lehetett hozni a sodrából. Rendszeresen verekedésekbe keveredett kortársaival, emiatt a többiek eltaszították maguk közül.

## Tinédzser évei
Kelly szorgalmas volt gyerekként, és tinédzserkorában is keményen dolgozott azért, hogy megszerezze, amit akar.
Pubertáskorban jött rá, hogy a saját neméhez vonzódik. Homoszexualitását azonban megpróbálta eltitkolni, mivel az 1950-es években még nem volt társadalmilag elfogadott az azonos neműekhez való vonzódás. A szobájában heteroszexuális pornográf képeket nézegetett, hogy legyűrje hajlamait, azonban nem sikerült vonzódnia a nőkhöz. Ahogy egyre idősebb lett, Kelly vonzódása a nők felé megváltozott, és szexuálisan egy őrjöngő őrültté vált.
Amikor a legjobb barátja, Christy Smith, meghívta egy kirándulásra a Queen Elizabeth II nevű tengerjáróra, Kelly örömmel fogadta a meghívást. A hajó 1953-ban indult útjára. A 30 éves Smith jól ismerte Kellyt, így rákérdezett, hogy a férfi hogy hogy nem házasodott még meg? Kelly, aki ekkor még csak 23 éves volt, Kiernan megpróbálta kimenteni magát, de nem járt szerencsével. Végül Smith felfedte a férfi előtt, hogy tud a homoszexualitásáról.

## Az első gyilkosság
A nyilvános megaláztatás nagyon megviselte Kelly-t. A férfi még a hajón eldöntötte, hogy bosszút áll Cristy Smithen, amiért megalázta.
Amint a hajó kifutott London közelében, Kelly egy apró ürüggyel megkérte a férfit, hogy kísérje el a Stockwell Tube metróalagútba. Cristy Smith nem sejtett semmi gyanúsat, és a másikkal tartott. Amikor leértek az alagútba, Kelly a férfi háta mögé lépett, és egy óvatlan pillanatban belökte őt az érkező metrószerelvény alá. Cristy Smith szinte azonnal meghalt, Kelly pedig nyugodtan elsétált a tetthelyről.
Másnap reggel a rendőrség megtalálta Smith megcsonkított holttestét a sínek között. Vizsgálatot indítottak, de arra a következtetésre jutottak, hogy részeg baleset történt: a vizsgálat alkohol nyomait mutatta ki az áldozat vérében. A rendőrség balesetnek minősítette az esetet, és nem értesítette a bűnügyi nyomozó csoportot.
Kellyt nem sokkal később lopáson kapták, és letartóztatták. A bíróság két év börtönbüntetésre ítélte. Kelly a börtönben nyugodtan viselkedett, nem keveredett összetűzésekbe, rabtársaival és az őrszemélyzettel egyaránt jó kapcsolatot alakított ki. Magatartása és tisztelettudása révén elnyerte a bizalmukat, így alig tizenhat hónap letöltése után szabadlábra helyezték. A férfi visszatért Londonba, és megpróbált új életet kezdeni.

## Katonai szolgálat
Kelly 1954 során megkapta katonai behívóját a Brit Királyi Haderőhöz. A 22 hónapos szolgálat alatt komoly tapasztalatokra tett szert, és alaposan kiművelte magát a lőfegyverek terén. Képességei kiváló céllövőnek minősítették, és egy .308-as Lee-Enfield puskával nagy sikereket ért el, katonatársai és felettesei egyaránt elismerték képességeit. Mielőtt 1957-ben leszerelték, többször részesült dicséretekben.

## Házassága
Kelly 1961 március 26-án házasodott össze Frances Esther Haggens-szel. A nő elvált volt, korábbi férje ugyanis rendszeresen bántalmazta. Esther ugyan tudott a férfi múltjáról, töretlen bizalommal övezte őt. Az asszony egy étteremben vállalkt munkát szakácsként. A Kiernannal kötött házasságából öt gyermekük született, Celia Anette, Annette Margaret, Denise Margaret, William Daniel és Elizabeth.

## A második és az azt követő újabb gyilkosságok
Christy Smith megölése után Kelly több mint egy évtizedig képes volt visszafogni magát. 1961 és 1964 között nyugodt életet élt a családjával, alkalmi munkákból tartotta fent magát. Környezetében senki nem tudott róla, hogy mit követett el, milyen megbocsáthatatlan bűn szárad a lelkén, Kelly képes volt sikeresen megtéveszteni a környezetét. A késztetés azonban az évek múlásával egyre csak erősödött benne, míg végül 1965 áprilisában kitört belőle az elfojtott agresszió.
1965. április 19-én Kelly az egyik aluljáróban találkozott egy hajléktalan férfival, John Hawkins-szal. A férfit sikeresen rávette, hogy vele tartson, és közösen lementek az aluljáróba, ahol ennivalót ad neki. Mikor senki nem volt a közelükben, Kelly a férfi mögé lopózott, és egy hirtelen pillanatban a peron elé gördülő szerelvény alá lökte Hawkins-t.
John Hawkins megölése után Kelly nem tudott tovább uralkodni gyilkos ösztönein: 1965 októbere és 1966 áprilisa között tovább öt áldozatával végzett a Norther Line állomásain. A legtöbb esetben valamilyen apróbb trükkel elterelte az áldozatok figyelmét, majd mögéjük lopózott a gyenge lámpafényben, és a megfelelő pillanatban a peron elé gördülő szerelvények alá lökte a szerencsétleneket.
A londoni rendőrség teljességgel tehetetlennek bizonyult az ügy felderítése során. Az áldozatok kilétének felderítése, életkörülményeik kiderítése és társadalmi helyzetük feltárása következtében kiderült, hogy több valamennyiük épp életük mélypontján voltak, vagy sokan rossz élmények érték őket az utóbbi időben. A rendőrség arra kezdett gyanakodni, hogy egy szokatlan öngyilkossági-hullám történik a városban. 
1969 és 1977 között további három áldozat holttestére bukkantak a Norther Line északi irányban lévő megállóiban, mindannyiukat metrószerelvény gázolta el. A hatóságokban gyanú ébredt azzal kapcsolatban, hogy talán mégsem öngyilkosságról van szó, és megosztották gyanújukat a vezetőséggel. A Belügyminisztérium válasza megdöbbentő volt: hogy elkerüljék a tömeges pánikot, a hatóságok eltussolták az ügyet. Hiába volt a sok hasonlóság, a rendszer nem engedte feltárni az igazságot.
1978-ban Kelly négy gyilkosságot követett el a metróban. Az áldozatokat magával csalta, alkoholt kínálva nekik, majd a peron elé gördülő szerelvények alá lökte őket. Áldozatait sosem rabolta ki, csupán elterelte a figyelmüket, majd megölte őket.
A rendőrség kérdezősködni kezdett a hajléktalanok körében, kiváltképpen azok között, akik a metrómegállók közelében tartózkodtak, de semmilyen eredményre nem jutottak. 1980-ig kínkeservesen peregtek az évek, teljesen eredménytelenül.
Nem sokkal később egy újabb holttest került elő. Ő volt a tizenharmadik áldozat, aki a metróban garázdálkodó gyilkoshoz kapcsoltak. Az áldozatra 1981 nyarán bukkantak rá a Norther Line egyik megállójában. A következő esztendő csendben telt, majd 1983 tavaszán további két holttestet emeltek ki a metróalagutakból. Az áldozatok száma ezzel 16-ra emelkedett, és a közvélemény változást követelt.

## A letartóztatás
Kelly 1983. augusztus 3-án találkozott egy barátjával, John Boyddal, és elhatározták, hogy délután be fognak rúgni. A gond az volt, hogy nem volt pénzük, így elhatározták, hogy kirabolnak valakit. A szerencsétlen célpont kiválasztása után megpróbálták kirabolni a középkorú férfit, azonban a rablás elfajult, így Kellyt és Boydot is elfogták a rendőrök. A két férfit a helyi rendőrállomásra vitték, és egy cellába zárták. Boyd részeg volt, így próbált aludni, Kelly azonban józan volt, így Boyd végül idegesíteni kezdte barátját. Ez pedig nem tartott sokáig.

## Boyd megölése
A letartóztatásukat követően Kelly és Boyd viszonya megromlott. A két férfi egymást vádolta a letartóztatásukért, Kellynél pedig hamarosan betelt a pohár.
Az aznapi ügyeletes, Ian Brown másnap reggel öt órakor már készült hazamenni, amikor a két fogoly cellája felől kiabálást hallott. Mikor odaért a cellához, látta, hogy Boyd holtan fekszik az ágyon. A nyakára a saját zokniját tekerték rá, Kiernan pedig a padlón ücsörgött, a falnak dőlve. Kelly arca és karja sérülésekkel volt tele, és mikor felnézett, Kelly mosolyogva csak annyit mondott: Túl sokat zajongott. Be kellett fognom a száját.
Kiernan Kellyt rögtön kihallgatták. A férfi beismerte, hogy azért ölte meg Boydot, mert egykori barátja túlságosan hangos volt, és nem hagyta nyugton. A rendőrség már készült, hogy lezárja az ügyet, de ekkor Kelly váratlanul beszélni kezdett.

## Kelly vallomása
Kiernan Kelly feltárta bűneinek lajstromát és összesen 16 gyilkosság elkövetéséről számolt be. Nem tagadott semmit, mindent a legnagyobb részletességgel beismert. Elmondta és megmutatta, mely megállókban követte el a gyilkosságokat, és olyan információkat közölt, amelyeket a rendőrségen kívül csakis az tudhatott, aki ott volt az eseményeknél. További kérdezősködésre nagyjából felvázolta a megállók kinézetét, ismertetőjeleket és apróbb momentumokat is. Módszereiről is részletesen beszélt: elmondta, hogy a legtöbbször hátulról belökte az áldozatokat a szerelvények alá, és gyönyörködve végignézte, ahogy a metró elgázolja őket. Elárulta, hogy sok esetben a gyilkosságok pusztán alkalom szülte módon történtek, máskor pedig hosszasan megfigyelte az áldozatot, mielőtt végzett vele. A gyilkolás egyre intenzívebb örömöt okozott neki, csak a gyilkosságok által tudta ellensúlyozni ellentétes érzéseit.
Motivációjáról azt mondta, hogy azért ölte meg az áldozatait, mert nem tudta elviselni a saját homoszexualitását. Bűnösnek érezte magát, amiért a saját neméhez vonzódott, és ez csak növelte a frusztrációját. Azzal, hogy a vonatok elé taszította a gyanútlan embereket, ideiglenesen ellensúlyozni tudta a bűntudatát, amely a saját neméhez való vonzalmából eredt. Az ösztönei azonban rendre felébredtek, így kénytelen volt újra és újra elkövetni ugyanazt a bűnt, hogy megbirkózzon az érzéseivel.

## Következmények
Kiernan Kellyt az 1993-ban tartott tárgyalásán William Boyd, egy Hector Fisher nevű férfi, illetve további három gyilkosság elkövetésével vádolták meg azon a rabláson kívül, amelyet a letartóztatásakor elkövettek. A bíró Boyd és Fisher megölésében, valamint rablás vádjában is bűnösnek találta Kellyt, és 1994-ben kétszeres életfogytiglani börtönbüntetésre ítélték.
A hatóságok a belügyminisztérium utasítására eltussolták az ügyet, mert nem akartak pánikot kelteni az emberek között, valamint nem rendelkeztek bizonyítékkal, amely alátámasztotta volna Kelly bűnösségét a sorozatos halálesetekkel összefüggésben, így a metróban elkövetett gyilkosságok miatt nem emeltek ellene vádat.
Kiernan Kelly 2001. április 6-án hunyt el a börtönben.

## Forrás
https://magyarnemzet.hu/archivum/kulfold-archivum/30-ev-alatt-12-embert-lokhetett-a-metroszerelveny-ala-3988411/%5B%5D
http://konyvkultura.kello.hu/egypercesek/2015/08/sorozatgyilkos
https://nepszava.hu/1065099_sorozatgyilkos-garazdalkodhatott-evtizedeken-at-a-metroban